# Dlepih
Dlepih is een bestuurslaag in het regentschap Wonogiri van de provincie Midden-Java, Indonesië. Dlepih telt 3136 inwoners (volkstelling 2010).